# Classification des langues bantoues selon Guthrie

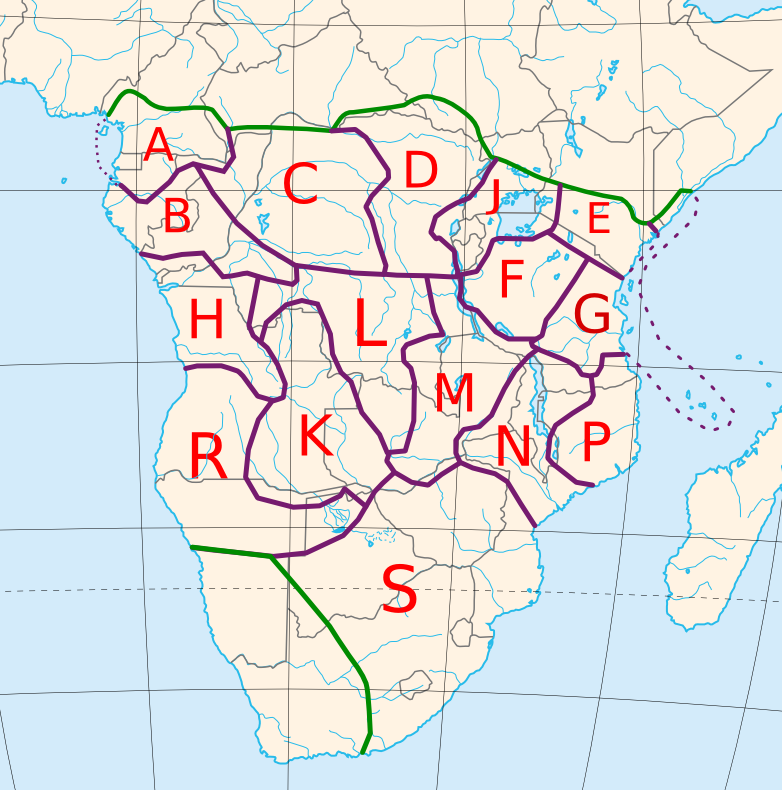
Carte des zones géographiques de langues bantoues selon Guthrie (avec la zone J de Tervuren).

Classification des langues bantoues selon Malcolm Guthrie (1948),:

## Liste des langues

### Groupe A
- A.10 « Lundu-Balong »
  - A.11 Londo
  - A.12 Barue
  - A.13 Bafaw-balong
  - A.14 Bonkeng
  - A.15 Mbo
- A.20 « Douala »
  - A.21 Bomboko
  - A.22 Baakpe
  - A.23 Su
  - A.24 Douala
  - A.25 Oli
  - A.26 Pongo
  - A.27 Malimba
- A.30 « Bube-Benga »
  - A.31a N. Bobe
  - A.31b S.W. Bobe
  - A.31c S.E. Bobe
  - A.32a Banoo
  - A.32b Bapoko
  - A.33a Yasa
  - A.33b Kombe
  - A.34 Benga
- A.40 « Basaa »
  - A.41 Lombi
  - A.42 Bankon
  - A.43a Mbene
  - A.43b N. Kogo
  - A.43c S. Kogo
  - A.44 Banen
  - A.45 Nyokon
  - A.46 Mandi
- A.50 « Bafia »
  - A.51 Fa'
  - A.52 Kaalong
  - A.53 Kpa
  - A.54 Ngayaba
- A.60 « Sanaga »
  - A.61 Ngoro
  - A.62 Yambasa
  - A.63 Mangisa
  - A.64 Bacenga
  - A.65 Bati
- A.70 « Yaunde-Fang »
  - A.71 Eton
  - A.72a Ewondo
  - A.72b Mvele
  - A.72c Bakja
  - A.72d Yangafek
  - A.73a Bëbëlë
  - A.73b Gbïgbïl
  - A.74 Bulu
  - A.75 Fang
- A.80 « Maka-Njem »
  - A.81 Mvumbo
  - A.82 So
  - A.83 Makaa
  - A.84 Njem
  - A.85a Konabem
  - A.85b Bekwil
  - A.86a Medjime
  - A.86b Mpompo
  - A.86c Mpiemo
  - A.87 Bomwali
- A.90 « Kaka »
  - A.91 Kwakum
  - A.92a Pol
  - A.92b Pomo
  - A.93 Kako

### Groupe B
- B.10 « Myènè »
  - B.11a Mpongwe
  - B.11b Rongo
  - B.11c Galwa
  - B.11d Dyumba
  - B.11e Nkomi
- B.20 « Kele »
  - B.21 Sekiyani
  - B.22a W. Kele
  - B.22b Ngom
  - B.22c Bubi
  - B.23 Mbangwe
  - B.24 Wumbvu
  - B.25 Kota
- B.30 « Tsogo »
  - B.31 Tsogo
  - B.32 Kande
- B.40 « Shira-Punu »
  - B.41 Sira
  - B.42 Sangu
  - B.43 Punu
  - B.44 Lumbu
- B.50 « Njabi »
  - B.51 Duma
  - B.52 Nzebi
  - B.53 Tsaangi
- B.60 « Mbere »
  - B.61 Mbete
  - B.62 Mbaama
  - B.63 Nduumo
- B.70 « Teke »
  - B.71a Tege-Kali
  - B.71b Njiningi
  - B.72a Ngungwele
  - B.72b Mpumpu
  - B.73a Tsaayi
  - B.73b Laali
  - B.73c Yaa
  - B.73d Kwe
  - B.74a Nzikou (ndzindziu)
  - B.74b Eboo (boma)
  - B.75 Bali
  - B.76a Musieno
  - B.76b Ngee
  - B.77a Kukwa
  - B.77b Fumu
  - B.78 Wuumu
- B.80 « Tende-Yanzi »
  - B.81 Tiene
  - B.82 Boma
  - B.83 Mfinu
  - B.84a Mpuon
  - B.84b Mpuun
  - B.85a Mbiem
  - B.85b E. Yans
  - B.85c Yeei
  - B.85d Ntsuo
  - B.85e Mpur
  - B.86 Di
  - B.87 Mbuun

### Groupe C
- C.10 « Ngundi »
  - C.11 Ngondi
  - C.12a Pande
  - C.12b Bogongo
  - C.13 Mbati
  - C.14 Mbomotaba
  - C.15 Bongili
  - C.16 Lobala
- C.20 « Mboshi »
  - C.21 Mboko
  - C.22 Akwa
  - C.23 Ngare
  - C.24 Koyo
  - C.25 Mbosi
  - C.26 Kwala
  - C.27 Kuba
- C.30 « Bangi-Ntomba »
  - C.31a Loi
  - C.31b Ngiri
  - C.31c Nunu
  - C.32 Bobangi
  - C.33 Sengele
  - C.34 Sakata
  - C.35a Ntomba
  - C.35b Bolia
  - C.36a Poto
  - C.36b Mpesa
  - C.36c Buja
  - C.36d Mangala
  - C.36e Boloki
  - C.36f Kangana
  - C.36g Ndolo
  - C.37 Ebudza
- C.40 « Ngombe »
  - C.41 Ngombe
  - C.42 Bwela
  - C.43 Bati
  - C.44 Boa
  - C.45 Angba
- C.50 « Soko-Kele »
  - C.51 Mbesa
  - C.52 So
  - C.53 Poke
  - C.54 Lombo
  - C.55 Kele
  - C.56 Foma
- C.60 « Mongo »
  - C.61a N.E. Mongo
  - C.61b N.W. Mongo
  - C.62 Lalia
- C.70 « Tetela »
  - C.71 Tetela
  - C.72 Kusu
  - C.73 Nkutu
  - C.74 Yela
  - C.75 Kela
  - C.76 Ombo
- C.80 « Kuba »
  - C.81 Dengese
  - C.82 Songomeno
  - C.83 Busoong
  - C.84 Lele
  - C.85 Wongo

### Groupe D
- D.10 « Mbole-Ena »
  - D.11 Mbole
  - D.12 Lengola
  - D.13 Metoko
  - D.14 Enya
- D.20 « Lega-Kalanga »
  - D.21 Bali
  - D.22 Amba
  - D.23 Komo
  - D.24 Songola
  - D.25 Lega
  - D.26 Zimba
  - D.27 Bangubangu
  - D.28a W. Holoholo
  - D.28b E. Holoholo
- D.30 « Bira-Huku »
  - D.31 Peri
  - D.32 Bira
  - D.33 Nyali
- D.40 « Konjo »
  - D.41 Konzo
  - D.42 Ndandi
  - D.43 Nyanga
- D.50 « Bembe-Kabwari »
  - D.51 Hunde
  - D.52 Haavu
  - D.53 Nyabungu
  - D.54 Bembe
  - D.56 Kabwari
- D.60 « Ruanda-Rundi »
  - D.61 Ruanda
  - D.62 Rundi
  - D.63 Fuliiro
  - D.64 Subi
  - D.65 Hangaza
  - D.66 Ha
  - D.67 Vinza

### Groupe E
- E.10 « Nyoro-Ganda »
  - E.11 Nyoro
  - E.12 Tooro
  - E.13 Nyankore
  - E.14 Kiga
  - E.15 Ganda
  - E.16 Soga
  - E.17 Gwere
  - E.18 Nyala
- E.20 « Haya-Jita »
  - E.21 Nyambo
  - E.22 Ziba
  - E.23 Dzindza
  - E.24 Kerebe
  - E.25 Jita
- E.30 « Masaba-Luhya »
  - E.31a Gisu
  - E.31b Kisu
  - E.31c Bukusu
  - E.32a Hanga
  - E.32b Tsotso
  - E.33 Nyore
  - E.34 Saamia
  - E.35 Nyuli
- E.40 « Ragoli-Kuria »
  - E.41 Logooli
  - E.42 Gusii
  - E.43 Koria
  - E.44 Zanaki
  - E.45 Nata
  - E.46 Sonjo
- E.50 « Kikuyu-Kamba »
  - E.51 Gikuyu
  - E.52 Embu
  - E.53 Meru
  - E.54 Saraka
  - E.55 Kamba
  - E.56 Daiso
- E.60 « Chaga »
  - E.61 Rwo
  - E.62a Hai
  - E.62b Wunjo
  - E.62c Rombo
  - E.63 Rusa
  - E.64 Kahe
  - E.65 Gweno
- E.70 « Nyika-Taita »
  - E.71 Pokomo
  - E.72a Giriama
  - E.72b Kauma
  - E.72c Conyi
  - E.72d Duruma
  - E.72e Rabai
  - E.73 Digo
  - E.74a Dabida
  - E.74b Sagala

### Groupe F
- F.10 « Tongwe »
  - F.11 Tongwe
  - F.12 Bende
- F.20 « Sukuma-Nyamwezi »
  - F.21 Sukuma
  - F.22 Nyamwezi
  - F.23 Sumbwa
  - F.24 Kimbu
  - F.25 Bungu
- F.30 « Ilamba-Irangi »
  - F.31 Nilamba
  - F.32 Remi
  - F.33 Langi
  - F.34 Mbugwe

### Groupe G
- G.10 « Gogo »
  - G.11 Gogo
  - G.12 Kaguru
- G.20 « Shambala »
  - G.21 Tubeta
  - G.22 Asu
  - G.23 Shambala
  - G.24 Bondei
- G.30 « Zigula-Zaramo »
  - G.31 Zigula
  - G.32 Ngwele
  - G.33 Zaramo
  - G.34 Ngulu
  - G.35 Ruguru
  - G.36 Kami
  - G.37 Kutu
  - G.38 Vidunda
  - G.39 Sagala
- G.40 « Swahili »
  - G.41 Tikuu
  - G.42a Amu
  - G.42b Mvita
  - G.42c Mrima
  - G.42d Unguja
  - G.43a Phemba
  - G.43b Tumbatu
  - G.43c Hadimu
  - G.44a Ngazija
  - G.44b Njuani
- G.50 « Pogoro »
  - G.51 Pogolo
  - G.52 Ndamba
- G.60 « Bena-Kinga »
  - G.61 Sango
  - G.62 Hehe
  - G.63 Bena
  - G.64 Pangwa
  - G.65 Kinga
  - G.66 Wanji
  - G.67 Kisi

### Groupe H
- H.10 « Kikongo »
  - H.11 Beembe
  - H.12 Vili
  - H.13 Kunyi
  - H.14 Ndingi
  - H.15 Mboka
  - H.16a S. Kongo
  - H.16b C. Kongo
  - H.16c Yombe
  - H.16d Ibinda (Fiote) (en)
  - H.16e Bwende
  - H.16f Laadi
  - H.16g E. Kongo
  - H.16h S.E. Kongo
- H.20 « Kimfundu »
  - H.21a Mbundu
  - H.21b Mbamba
  - H.22 Sama
  - H.23 Bolo
  - H.24 Songo
- H.30 « Kiyaka »
  - H.31 Yaka
  - H.32 Suku
  - H.33 Hungu
  - H.34 Mbangala
  - H.35 Sinji
- H.40 « Kimbala »
  - H.41 Mbala
  - H.42 Hungana

### Groupe K
- K.10 « Chokwe-Luchazi »
  - K.11 Ciokwe
  - K.12a Luimbi
  - K.12b Ngangela
  - K.13 Luchazi
  - K.14 Lwena
  - K.15 Mbunda
  - K.16 Nyengo
  - K.17 Mbwela
  - K.18 Nkangala
- K.20 « Lozi »
  - K.21 Lozi
- K.30 « Luyana »
  - K.31 Luyana
  - K.32 Mbowe
  - K.33 Kwangali
  - K.34 Mashi
  - K.35 Simaa
  - K.36 Sanjo
  - K.37 Kwangwa
- K.40 « Subiya »
  - K.41 Totela
  - K.42 Subiya

### Groupe L
- L.10 « Pende »
  - L.11 Pende
  - L.12 Samba & Holu
  - L.13 Kwese
- L.20 « Songe »
  - L.21 Kete
  - L.22 Binji
  - L.23 Songe
  - L.24 Luna
- L.30 « Luba »
  - L31 Luba-Lulua
    - L.31a Luba-kasaï
    - L.31b Lulua

  - L.32 Kanyoka
  - L.33 Luba-katanga
  - L.34 Hemba
  - L.35 Sanga
- L.40 « Kaonde »
  - L.41 Kaonde
- L.50 « Lunda »
  - L.51 Salampasu
  - L.52 Lunda
  - L.53 Ruund
- L.60 « Nkoya »
  - L.61 Mbwera
  - L.62 Nkoya

### Groupe M
- M.10 « Fipa-Mambwe »
  - M.11 Pimbwe
  - M.12 Rungwa
  - M.13 Fipa
  - M.14 Rungu
  - M.15 Mambwe
- M.20 « Nyika-Safwa »
  - M.21 Wanda
  - M.22 Mwanga
  - M.23 Nyiha
  - M.24 Malila
  - M.25 Safwa
  - M.26 Iwa
  - M.27 Tambo
- M.30 « Konde »
  - M.31 Nyakyusa
- M.40 « Bemba »
  - M.41 Taabwa
  - M.42 Bemba
- M.50 « Bisa-Lamba »
  - M.51 Biisa
  - M.52 Lala
  - M.53 Swaka
  - M.54 Lamba
  - M.55 Seba
- M.60 « Lenje-Tonga »
  - M.61 Lenje
  - M.62 Soli
  - M.63 Ila
  - M.64 Tonga

### Groupe N
- N.10 « Manda »
  - N.11 Manda
  - N.12 Ngoni
  - N.13 Matengo
  - N.14 Mpoto
  - N.15 Tonga
- N.20 « Tumbuka »
  - N.21 Tumbuka
- N.30
  - N.31a Nyanja
  - N.31b Cewa
  - N.31c Manganja
- N.40 « Senga-Sena »
  - N.41 Nsenga
  - N.42 Kunda
  - N.43 Nyungwe
  - N.44 Sena
  - N.45 Rue
  - N.46 Podzo

### Groupe P
- P.10 « Matumbi »
  - P.11 Ndengereko
  - P.12 Ruihi
  - P.13 Matumbi
  - P.14 Ngindo
  - P.15 Mbunga
- P.20 « Yao »
  - P.21 Yao
  - P.22 Mwera
  - P.23 Makonde
  - P.24 Ndonde
  - P.25 Mabiha
- P.30 « Makua »
  - P.31 Makua
  - P.32 Lomwe
  - P.33 Ngulu
  - P.34 Cuabo

### Groupe R
- R.10 « Umnundu »
  - R.11 Mbundu
  - R.12 Ndombe
  - R.13 Nyaneka
  - R.14 Khumbi
- R.20 « Ndonga »
  - R.21 Kwanyama
  - R.22 Ndonga
  - R.23 Kwambi
  - R.24 Ngandyera
- R.30 « Herero »
  - R.31 Herero
- R.40 « Yeye »
  - R.41 Yei

### Groupe S
- S.10 « Shona »
  - S.11 Korekore
  - S.12 Zezuru
  - S.13a Manyika
  - S.13b Tebe
  - S.14 Karanga
  - S.15 Ndau
  - S.16 Kalanga
- S.20 « Venda »
  - S.21 Venda
- S.30 « Sotho »
  - S.31a Tswana
  - S.31b Kgatla
  - S.31c Ngwatu
  - S.31d Khalaxadi
  - S.32a Pedi
  - S.32b Lobedu
  - S.33 Sotho du Sud
- S.40 « Nguni »
  - S.41 Xhosa
  - S.42 Zoulou
  - S.43 Swati
  - S.44 Ndebele
- S.50 « Tsanba-Ronga »
  - S.51 Tswa
  - S.52 Gwamba
  - S.53 Tsonga
  - S.54 Ronga
- S.60 « Chopi »
  - S.61 Copi
  - S.62 Tong